# Rijaluddin Muhammad Shah di Kedah
Paduka Sri Sultan Rizal ud-din Muhammad Shah ibni al-Marhum Sultan Sulaiman Shah (... – Kota Naga, 4 ottobre 1652) è stato sultano di Kedah dal 1626 al 1652.

## Biografia
Istruito privatamente, nel 1619 assunse la reggenza del sultanato. Poco prima infatti le truppe del sultanato di Aceh aveva invaso il Kedah e catturato e deportato il padre. Rijaluddin chiese aiuto per il re del Siam nel tentativo di contrastare l'egemonia di Aceh. Il 28 febbraio 1626 venne proclamato sultano. Nell'agosto dello stesso anno trasferì la sua capitale a Kota Naga. Entrò in relazioni diplomatiche con gli olandesi di Batavia. Il 29 dicembre 1651 una nave olandese entrò a Kedah per aprire un'attività. Durante il suo regno vennero scritte la Hukum Kanun Kedah e la Undang-Undang Pelabuhan Kedah, due corpi di legge molto simile all'Undang-Undang Melaka.
Si sposò ed ebbe tre figli, un maschio e due femmine.
Morì all'Istana Baginda di Kota Naga il 4 ottobre 1652.